# Earl i ja, i umierająca dziewczyna
Earl i ja, i umierająca dziewczyna (ang. Me and Earl and the Dying Girl) – amerykański komediodramat w reżyserii Alfonsa Gomez-Rejona ze scenariuszem Jessego Andrewsa. Film po raz pierwszy wyświetlony został na Sundance Film Festival, gdzie otrzymał nagrodę główną. Na serwisie Rotten Tomatoes film zyskał wynik 82% ze średnią ocen 7,5.

## Fabuła
Greg (Thomas Mann), licealista ostatniego roku, żyje jak każdy normalny uczeń. Uwielbia klasykę kina i wraz z podzielającym z nim tę pasję Earlem (RJ Cyles) robi różne parodie filmów, zmieniając przy tym ich tytuły. Pewnego razu Greg dowiaduje się, że jego koleżanka z roku, Rachel (Olivia Cooke), choruje na białaczkę. Jego matka (Connie Britton) poleca mu iść do domu Rachel i z nią porozmawiać. 
Między Rachel a Gregiem rozwija się przyjaźń. Jednak dziewczyna czuje się coraz gorzej; wypadają jej włosy, często nie ma ochoty rozmawiać z chłopakiem. Jej koleżanka, Madison, proponuje Gregowi i Earlowi zrobienia pożegnalnego filmu dla Rachel.

## Obsada
Obsada na podstawie Filmwebu:
- Thomas Mann jako Greg
- RJ Cyles jako Earl
- Olivia Cooke jako Rachel
- Molly Shannon jako Denise Kushner, matka Rachel
- Nick Offerman jako ojciec Grega
- Connie Britton jako matka Grega
- Jon Bernthal jako pan McCarthy, nauczyciel historii
- Katherine Hughes jako Madison

## Nagrody
Oprócz nagrody głównej na Sundance Film Festival film otrzymał wiele nominacji:
- Critics Choice „Najlepszy młody aktor” dla RJ Cyles
- Tenn Choice „Najlepszy film lata” dla Alfonso Gomez-Rejon
- Tenn Choice „Przełomowa rola” dla Thomas Mann
- Tenn Choice „Ulubiona chemia filmowa” dla Thomas Mann i RJ Cyles
- Film Independent „Najlepszy debiut scenariuszowy” dla Jesse Andrews
- Czarne Szpule „Najlepszy przełomowy występ aktora” dla RJ Cyles